# 기능주의 심리학

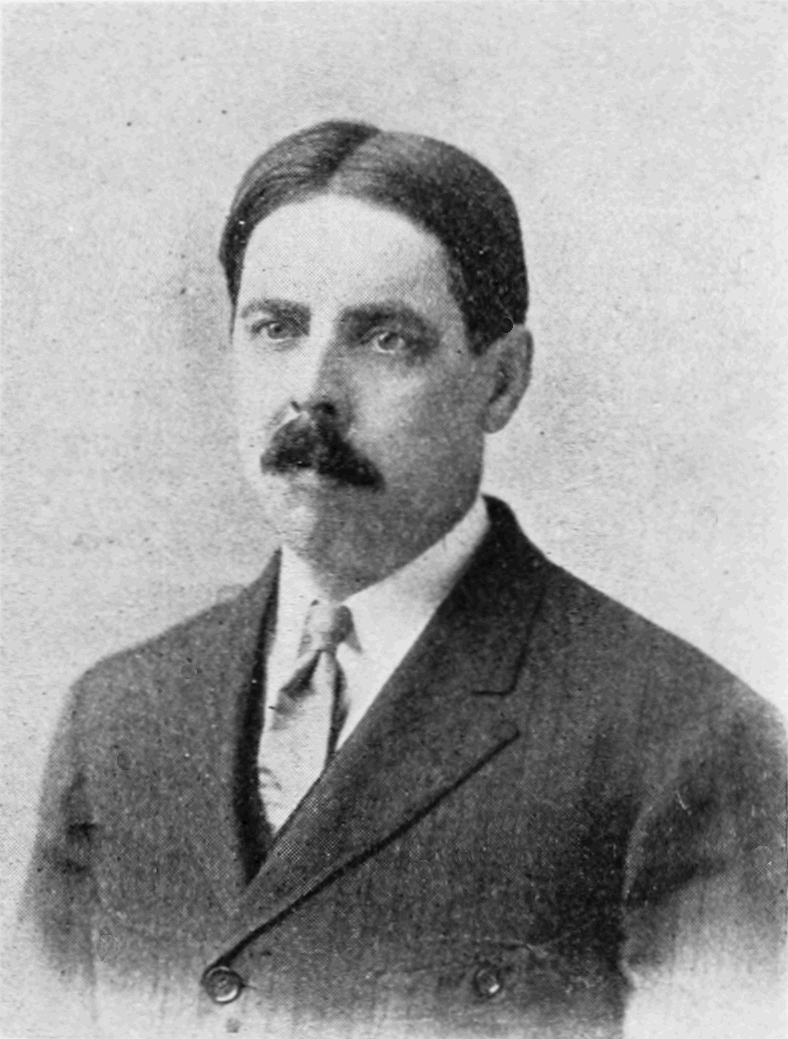

기능주의 심리학(Functional psychology or functionalism)이란 사람의 환경에 대해 적극적인 적응의 관점에서 정신 생활과 행위를 주목하는 심리 철학을 언급한다. 그러한 것은 조정되는 실험들에 의해서 쉽게 테스트될수 없는 심리학적 이론에 발전을 위한 일반적 기초를 제공하며 응용 심리학에도 제공한다. 기능주의 심리학은 에드워드 티치너의 구성주의의 대안으로 19세기 미국에서 일어났다. 구성주의는 공식적인 학파가 되지 못한 반면, 기능주의는 구성주의의 정신의 자율성에 관심을 가지게 하였고, 이후 정신의 기능들에 있어서 행동주의에 더 큰 관심을 갖도록 하는데 이바지 하였다. 에드워드 손다이크, 윌리암 제임스는 기능주의 심리학의 창설자로 여겨진다.

## 현대적 계승
진화심리학(Evolutionary psychology, EP)은 인간의 정신에 대한 완전한 이해를 위해서는 인간 진화에 영향을 미치는 심리적 현상의 기능에 관한 지식이 필요하다는 생각에 근거하고있다. 의식의 진화 기능을 연구하는 프로젝트조차도 현재 활발한 연구 주제로 다루어지고 있다. 진화론적 심리학과 마찬가지로 윌리엄 제임스의 기능주의는 찰스 다윈의 자연 선택 이론에서 영감을 받았다고 알려져있다.

## 같이 보기
- 행동주의
- 인지주의